# Orestias mulleri
Orestias mulleri är en fiskart som beskrevs av Valenciennes, 1846. Orestias mulleri ingår i släktet Orestias och familjen Cyprinodontidae. Inga underarter finns listade i Catalogue of Life.